# Wusterwitz

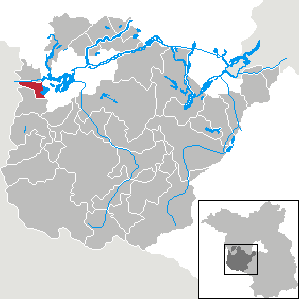

Wusterwitz est un bourg brandebourgeois de l’arrondissement de Potsdam-Mittelmark, chef-lieu du bailliage de Wusterwitz, qui regroupe les communes de Rosenau et de Bensdorf. Le village est jumelé avec
Erlensee en Hesse.

## Géographie
La commune, qui s'étend au bord du lac de Wusterwitz, se trouve aux confins du Havelland, à l'ouest de Brandebourg-sur-la-Havel et à la pointe septentrionale des lacs post-glaciaires de Karow.

## Histoire

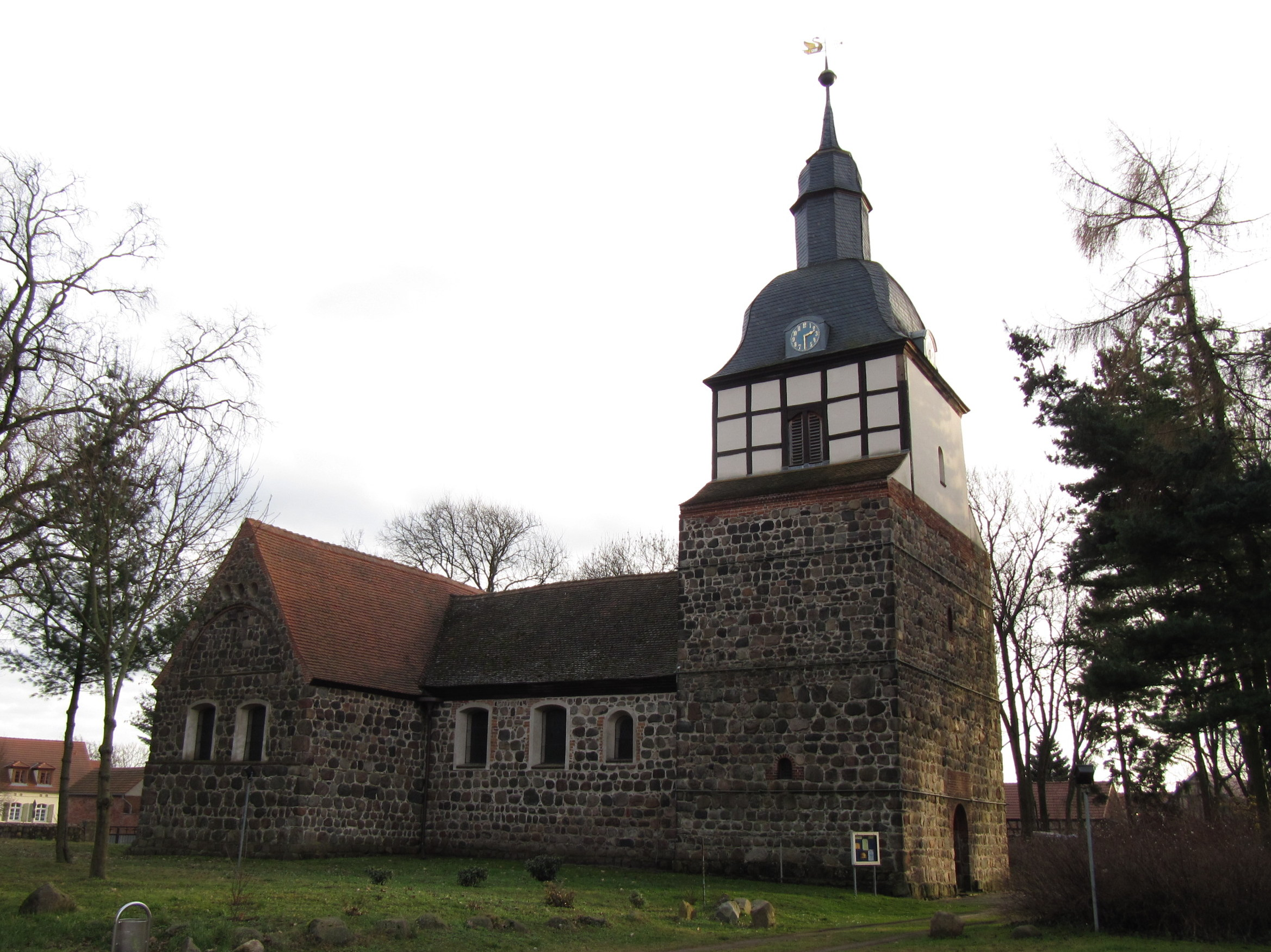
L'église de Wusterwitz.

Wusterwitz a été fondé en 1159 par l’archevêque Wichmann de Magdebourg et possède l'un des premiers actes de fondation des colonies germaniques de l'est de l'Elbe. On lit dans ce diplôme : « L’archevêque Wichmann de Magdebourg conclut par la présente un pacte de colonisation avec le propriétaire Heinrich et d'autres Flamands, à Gross-Wusterwitz sur la Havel, et leur octroie le fief de Schartau, afin qu'ils y tiennent quotidiennement un marché selon le droit de Magdebourg, ainsi qu'une foire annuelle. » Toutefois la croissance de cette colonie ne répondit pas aux attentes du prélat : elle demeura un village-rue à caractère rural, et seule la taille de l'église romane en pierres taillées rappelle, par son assise massive, les espoirs qu'y avait placés l'évêque germanique. Le fief ne sera dissout qu'en 1781. De 1833 à 1860, trois briqueteries se sont établies dans le village. Jsqu'à la réforme administrative de 1952, le village s'est appelé Grosswusterwitz. C'est alors que le bourg de Wusterwitz, jusque-là dépendant du District de Jerichow II (rebaptisé en 1950 Arrondissement de Genthin) de la Province de Saxe (devenue en 1947 le Land de Saxe-Anhalt), a été rattaché à l'arrondissement de Brandebourg, une subdivision du District de Potsdam (RDA). Depuis la Réunification (1990), Wusterwitz se trouve de nouveau dans le Land de Brandebourg.

## Infrastructures
La gare de Wusterwitz, sur la ligne de chemin de fer Berlin-Magdebourg, est un monument classé. Depuis le début des années 1970, elle est reliée à une ligne secondaire, celle de Wusterwitz–Görzke. L'écluse de Wusterwitz, sur le canal Elbe-Havel, se trouve à l'extrémité nord de la commune.

## Démographie
| Année | Population |
| ----- | ---------- |
| 1875  | 1 000      |
| 1890  | 1 300      |
| 1910  | 1 800      |
| 1925  | 2 674      |
| 1933  | 3 101      |
| 1939  | 3 725      |
| 1946  | 4 706      |
| 1950  | 4 613      |
| 1964  | 3 694      |
| 1971  | 3 435      |

| Année | Population |
| ----- | ---------- |
| 1981  | 3 123      |
| 1985  | 2 991      |
| 1989  | 2 853      |
| 1990  | 2 790      |
| 1991  | 2 749      |
| 1992  | 2 741      |
| 1993  | 2 789      |
| 1994  | 2 774      |
| 1995  | 2 809      |
| 1996  | 2 836      |

| Année | Population |
| ----- | ---------- |
| 1997  | 2 847      |
| 1998  | 2 936      |
| 1999  | 2 992      |
| 2000  | 3 095      |
| 2001  | 3 083      |
| 2002  | 3 133      |
| 2003  | 3 159      |
| 2004  | 3 162      |
| 2005  | 3 155      |
| 2006  | 3 172      |

| Année | Population |
| ----- | ---------- |
| 2007  | 3 140      |
| 2008  | 3 117      |
| 2009  | 3 130      |
| 2010  | 3 151      |
| 2011  | 3 082      |
| 2012  | 3 070      |
| 2013  | 3 063      |

On trouvera le détail de ces données sur Wikimedia Commons.

## Politique

### Les partis
Le conseil municipal compte 16 élus et un bourgmestre.
- CDU 7 sièges
- SPD 3 sièges
- Die Linke 5 sièges
- Freie Bürger und Bauern 1 siège

(d'après les Élections municipales du 25 mai 2014)

## Zone naturelle
Dans les années 1990, les marécages de la tranchée de Fiene et les plateaux avoisinants de la région des lacs de Karow ont été classés ZICO du réseau Natura 2000. Sur ses franges méridionales, la commune de Wusterwitz recoupe une partie de cette ZICO. Les autres zones protégées se trouvant partiellement ou en totalité sur le territoire de Wusterwitz sont le site classé Brandenburger Wald- und Seengebiet, la ZSC Mittlere Havel Ergänzung, le monument naturel de Werdereck et la source de Wusterwitz, ainsi que divers biotopes : une pinède et une chêneraie.

## Tourisme

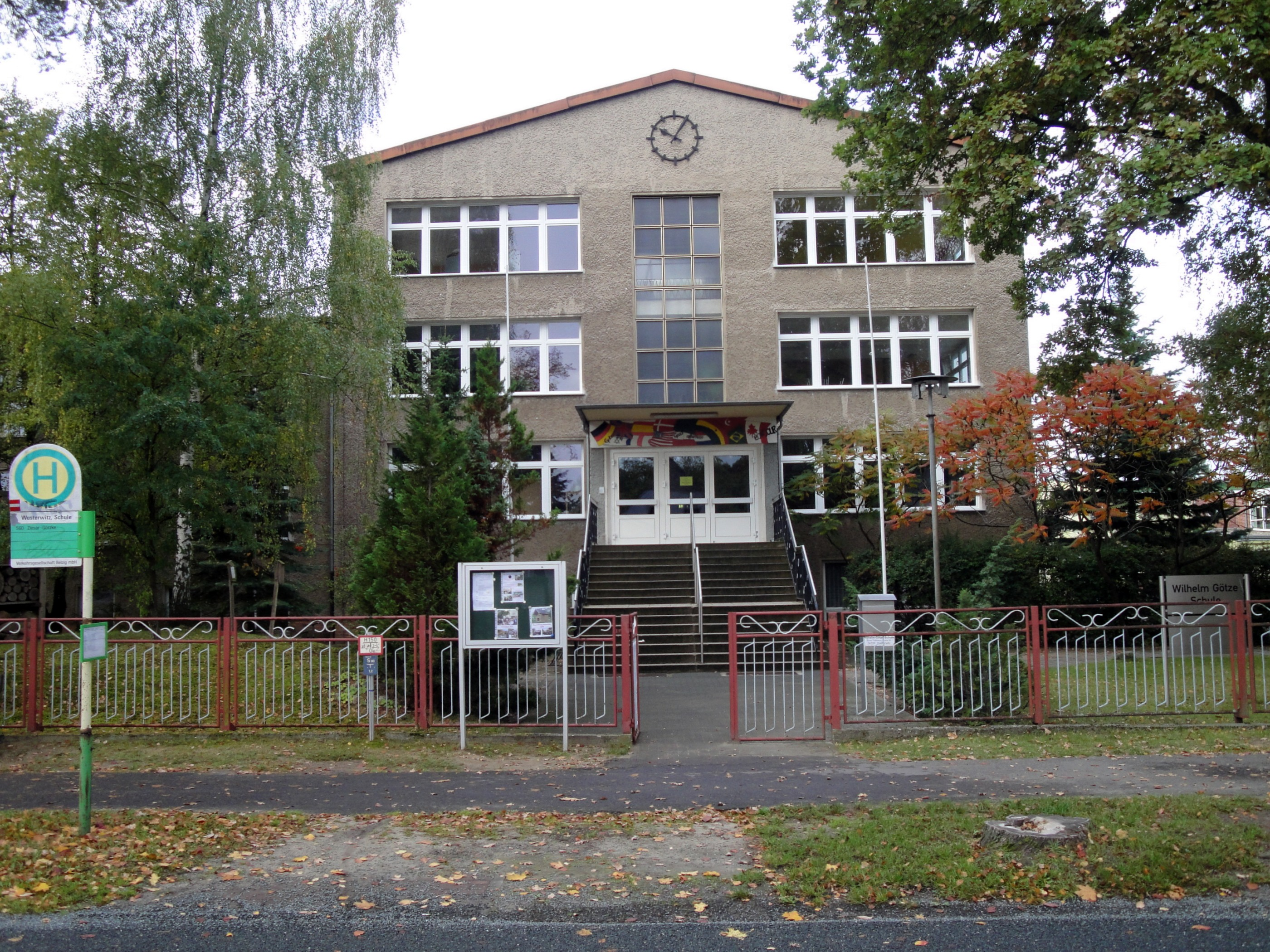
L'école primaire Wilhelm-Götze de Wusterwitz.

Wusterwitz possède une école primaire, l'école Wilhelm-Götze, et une école maternelle.
L'église paroissiale de Wusterwitz, de style roman, comporte un clocher, une nef, un transept, un chœur et une abside. Le parement intérieur des murs, en pierre locale, est particulièrement beau.

## Personnalités
- Engelbert Wusterwitz (1385–1433), juriste
- Richard Stimming (1866–1936), médecin et antiquaire, est décédé à Wusterwitz
- Wilhelm Götze (1871–1954), montreur de marionnettes
- Paul Z’dun (1904–1981), le « cycliste fantaisiste », a habité à Wusterwitz
- Werner Nothe (* 1938), homme politique, haut-bourgmestre de Magdebourg au moment de la Réunification, est né à Wusterwitz
- Nancy Grimm (* 1979), essayiste et spécialiste de littérature américaine, a habité à Wusterwitz